# AMD Athlon MP
El Athlon MP (Multi Processor, procesador múltiple) es el primer chip de la marca estadounidense AMD de arquitectura x86 fabricado con soporte para sistemas de multiprocesamiento simétrico, es decir, para poder colocar dos procesadores de mismas características en una misma placa.
AMD lanzó al mercado esta gama de procesadores a mediados del 2001 basándose en el núcleo Palomino, con velocidades de 1000 y 1200 MHz. Con este núcleo se llegó hasta el modelo 2100+, a 1733MHz. Después se adaptó este procesador a núcleo Barton. El procesador MP con mayor frecuencia de reloj fue el 2800+ con 2,13GHz y 266MHz de FSB. Son de alto desempeño tanto para servidores como para estaciones de trabajo, puesto que incluye características propias de AMD. Algunas de las más importantes:
· Tecnología Smart MP: Asegura que la comunicación entre procesadores es la máxima que admite el bus (266 MHz), en formato punto a punto, sin interrupciones ni el efecto cuello de botella, algo muy importante en la tecnología SMP.
· Arquitectura QuantiSpeed: Asigna nuevas instrucciones para desempeñar aún más rendimiento.
Estos procesadores están basados en el Socket A de 462 pines y sólo soportado por un puente norte especial, el AMD-762, con tecnología de ancho de banda real de 64/32 bits para memoria y buses, es decir, utiliza el gran PCI-X (en inglés: ) y soporta AGP x4. AMD Athlon MP podría denominarse como el antecesor de Opteron pero de 32 bits (no confundir tecnología con ancho de banda).
Las diferencias de un procesador MP a un XP son nulas. La única diferencia, aparte de la configuración de jumpers del chip, es el encapsulado. MP utiliza cerámica y XP un compuesto orgánico. Aun así, AMD no recomienda utilizar Athlon XP en placas duales aunque pudieran funcionar.

## Leve repaso de multiprocesamiento
Para aprovechar ambos microprocesadores a partir del sistema operativo, aún con aplicaciones monolíticas (diseñadas para un único núcleo), éste debe encargarse de realizar lo que se denomina el balanceo de carga, el cual asigna una tarea (o aplicación) en el procesador que menos carga tenga. Esto es bueno porque el procesador no se "atasca" en una tarea, pudiendo hacer varias sin tanto esfuerzo. Una aplicación también podría emplear ambos procesadores en sistemas operativos no adaptados, siempre y cuando esta tenga la habilidad de localizarlos y utilizar ambos de forma paralela (conjuntamente).
Mucha gente entiende, por error, que un multiprocesamiento simétrico equivale a tener "el doble de potencia de un núcleo único". La razón de este fallo es que, aunque una aplicación esté diseñada para trabajar en ambos, ya el hecho de comunicación entre procesadores también requiere un tiempo y una organización, la cual dificulta este proceso que no encuentra la aplicación basada en uno solo. El multiprocesamiento es símbolo de "trabajo conjunto" y siempre desarrollará más eficacia por aplicación un procesador único que uno doble. Sólo en el caso de que la aplicación pueda ejecutarse en paralelo (ambos a la vez) y que la suma de relojes del MP supere a un mononúcleo puede notarse mayormente el rendimiento.
Aquí se habla sobre SMP, aunque de forma muy extendida: 

## Sistemas operativos soportados
SMP ya se incorporó en arquitecturas distintas al x86, como los DEC de Alpha. De hecho, se utilizó en 1961 en el sistema operativo antecesor de UNIX, el Multics. De igual forma, aquí mencionaré los sistemas operativos para x86 que soporten varios procesadores.
Al utilizar tecnología de multiprocesamiento simétrico, algunos sistemas operativos sólo detectarán un procesador de los dos. Ambos se identifican como 0 y 1, por lo que utilizarán el 1º, el número 0.
No se conoce ningún sistema operativo de instrucciones x86 que no funcione, pero sí es importante destacar que hay varios que no soportarán el 2º procesador de ambos colocados:
· DOS y Windows 9x/ME no soportan multiprocesamiento simétrico (SMP), o sea, sólo utilizarán uno.
· Toda la rama de Windows NT (incl. 3.5, 4 y 2000 en adelante) sí soporta SMP.
· OS/2 sí.
· Sistemas UNIX/BSD/Linux también soportan SMP aunque dependiendo del núcleo (kernel) compilado. Estos sistemas operativos con kernel preparado para Athlon con SMP desarrollan un procesamiento sin igual para cálculos como, por ejemplo, bases de datos, web y aplicaciones preparadas para tal.
Su gran ventaja es el rendimiento y su desventaja es el precio debido a que son dos microprocesadores y una placa base más cara.
Estos procesadores salieron para competir con la gama alta de Intel: Xeon (y les salió bien). Se destaca, además, que los Intel Pentium, Pentium Pro, II y III también soportaban SMP pero a nivel inferior, tanto por bus como por carencia de otras tecnologías, aunque a partir del Pro soporte hasta 8 núcleos. También se dice que hay 486 con soporte multiprocesador, aunque no haya visto ni una sola foto de tal.
- Datos: Q294895